# Капустино (Чечня)
Капустино (рос. Капустино) — хутір у Наурському районі Чечні Російської Федерації.
Населення становить 494 особи. Входить до складу муніципального утворення Чернокозовське сільське поселення.

## Історія
Згідно із законом від 14 липня 2008 року органом місцевого самоврядування є Чернокозовське сільське поселення.

## Населення
| 1926 | 1990 | 2002 | 2010 |
| ---- | ---- | ---- | ---- |
| 176  | ↗461 | ↘432 | ↗494 |